# William Cavendish (1748-1811)

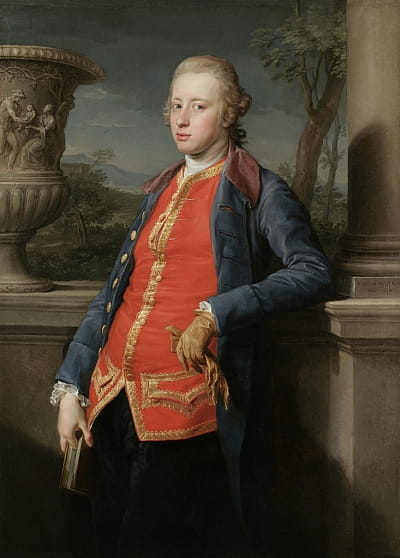
William Cavendish, 5e graaf van Devonshire

William Cavendish, vijfde hertog van Devonshire (14 december 1748 – 29 juli 1811) was de oudste zoon van William Cavendish, de 4e hertog van Devonshire, en Charlotte Boyle, barones Clifford van Lanesborough. 
Hij huwde tweemaal: eerst met Georgiana Spencer (1757–1806) en voor een tweede maal met Elizabeth Foster (geboren als Elizabeth Hervey, 1759–1824) dochter van Frederick Hervey, 4e graaf van Bristol. Elizabeth was al geruime tijd de maîtresse van William Cavendish; ze was ook een vriendin van zijn eerste vrouw en haar vertrouweling gedurende meer dan twintig jaar.
Bij zijn eerste vrouw verwekte hij twee dochters en een zoon: de 6e hertog, beter bekend als "The Bachelor Duke". Georgiana Spencer was een sociale vrouw die een grote groep van literaire mensen om zich heen hield, en met vele politieke personen bevriend was. Ze werd geschilderd door Thomas Gainsborough en Joshua Reynolds. Het Gainsborough schilderij werd afgestaan door Cavendish en werd pas veel later na vele wederwaardigheden teruggewonnen.
Bij zijn tweede vrouw had hij twee buitenechtelijke kinderen voor hun huwelijk. Een zoon, Augustus, kreeg de achternaam Clifford en werd sir Augustus Clifford. Hij bekleedde hoge rangen in marine. Zijn nakomelingen stierven in mannelijke lijn in 1895 uit. Zijn dochter bij Lady Elizabeth, Caroline, kreeg een andere achternaam als die van haar broer: Caroline St. Jules. 
Cavendish had ook een dochter, Charlotte Williams, bij zijn maîtresse Charlotte Spencer, de dochter van een arme predikant. Zijn eerste kind werd kort na zijn huwelijk met Lady Georgiana Spencer geboren. Charlotte trad later in het huwelijk met een gewone Engelsman.
Cavendish was zeer betrokken bij het kuuroord van Buxton in Derbyshire. Hij gebruikte de winst die hij kreeg van zijn kopermijnen om het stadje om te toveren tot een replica van Bath, waaronder ook het Crescent en het Devonshire Royal Hospital.